# Tadese Takele
Bikila Tadese Takele (3 agosto 2002) è un siepista, mezzofondista e maratoneta etiope.

## Biografia
Nel 2019 ha vinto una medaglia d'oro nei 2000 siepi ai campionati africani juniores. Nel 2021 ha vinto la medaglia d'argento nei 3000 m siepi ai Mondiali juniores e ha partecipato ai Giochi olimpici di Tokyo, venendo eliminato in batteria nei 3000 siepi; l'anno seguente ha invece vinto un altro argento nei 3000 siepi, ma ai campionati africani.

## Palmarès
| Anno | Manifestazione  | Sede         | Evento       | Risultato | Prestazione | Note                          |
| ---- | --------------- | ------------ | ------------ | --------- | ----------- | ----------------------------- |
| 2019 | Africani U20    | Abidjan      | 2000 m siepi | Oro       | 5'35"47     | Miglior prestazione personale |
| 2021 | Giochi olimpici | Tokyo        | 3000 m siepi | Batteria  | 8'24"69     |                               |
| 2021 | Mondiali U20    | Nairobi      | 3000 m siepi | Argento   | 7'44"55     | Miglior prestazione personale |
| 2022 | Africani        | Saint-Pierre | 3000 m siepi | Argento   | 8'28"31     |                               |

## Campionati nazionali
2021
- Oro ai campionati etiopi, 3000 m siepi - 8'35"7

2022
- Bronzo ai campionati etiopi, 3000 m siepi - 8'26"1

## Altre competizioni internazionali
2021
- Argento al Golden Gala ( Firenze), 3000 m siepi - 8'10"56
- 8º all'Herculis ( Monaco), 3000 m siepi - 8'15"12
- 6º al Weltklasse Zürich ( Zurigo), 3000 m siepi - 8'21"68

2022
- 4º alla Cinque Mulini ( San Vittore Olona) - 28'36"
- Oro al Cross della Vallagarina ( Villa Lagarina) - 27'08"

2023
- Bronzo alla Maratona di Berlino ( Berlino) - 2h03'24"
- Bronzo alla Roma-Ostia ( Roma) - 59'56"

2024
- 7º alla Maratona di Berlino ( Berlino) - 2h05'13"

2025
- Oro alla Maratona di Tokyo ( Tokyo) - 2h03'23"